# Шенген
Шенге́н (нем. , фр. и люкс. Schengen) — деревня в Люксембурге на границе с ФРГ и Францией в составе коммуны Шенген кантона Ремих. Место подписания Шенгенского соглашения.

## География
Деревня расположена в юго-восточной части Люксембурга на левом берегу реки Мозель у горы святого Марка вблизи места схождения границ Люксембурга, Германии и Франции. На противоположном берегу Мозеля находится германская коммуна Перль (земля Саар), вблизи — французская коммуна Апаш (департамент Мозель, регион Лотарингия). Население — 872 жителя по данным на 2011 год. Основными статьями экономики являются виноделие и продажа бензина для германских автомобилистов по ценам ниже, чем в Германии (нем. Tanktourismus).

## История
Археологические находки бронзового века показывают, что территория Шенгена уже в то время была заселена. Первое письменное упоминание о деревне относится к 877 году.
В 1909 году был построен мост через Мозель, ведущий в деревню Шенген, заменивший паромную переправу, существовавшую с 1451 года. В 1939 году после объявления Францией и Великобританией войны Германии мост был разрушен. В 1959 году был построен новый мост. С 2003 года функционирует новый автомобильный мост, расположенный немного севернее.

### Шенгенское соглашение
14 июня 1985 года на прогулочном корабле «Принцесса Мария Астрид» на реке Мозель у деревни Шенген было подписано Шенгенское соглашение «О постепенной отмене проверок на общих границах», а затем Конвенция от 19 июня 1990 года о применении Соглашения 1985 года. Вопреки названиям главным из упомянутых документов является второй (шенгенская конвенция 1990 года), в то время как базовое соглашение носило предварительный характер. Место было выбрано в связи с тем, что в 1985 году Люксембург председательствовал в Совете Европейского союза и в контексте отмены пограничного контроля оно было символично благодаря близости к месту схождения трёх границ.
В результате имя деревни получило глобальное значение, под Шенгеном часто подразумеваются само соглашение или группа стран, в которых оно реализуется. Слово Шенген употребляется и как нарицательное в значении «пространство без внутреннего пограничного контроля».

## Достопримечательности
К числу достопримечательностей деревни относятся Шенгенский замок, остатки крепости со рвом XIII века, дом Коха, площадь Шенгенского соглашения.

### Шенгенский замок
Возведён в 1390 году. В 1812 году замок разрушен, за исключением башни, до сегодняшнего дня сохранившейся в первозданном виде. Впоследствии замок отстроен заново, в основном из материалов оригинального замка. 13 сентября 1871 года замок посетил французский писатель Виктор Гюго. В Государственном музее Люксембурга хранится рисунок замка, сделанный писателем. В 1939 году замок взяли на попечение монахини монастыря Святой Елизаветы, в настоящее время он используется для проведения конгрессов и семинаров.

### Дом Коха и площадь Шенгенского соглашения
Недалеко от Шенгенского замка находится дом Коха (Kochhaus), построенный в 1779 году. В настоящее время там работает выставка, посвящённая Европе и европейской интеграции. Рядом, на площади Шенгенского соглашения, возведён монумент в память о соглашении. Монумент представляет собой три стоящие рядом стелы со звёздами и с информационными материалами, перед стелами выращена клумба (по курьёзному совпадению в форме кириллической буквы Ш — первой буквы в слове Шенген, хотя на самом деле в виде буквы E — Europe).
|                  |  |                    |  |                                           |
| Шенгенский замок |  | Дом Коха в Шенгене |  | Монумент в память о Шенгенском соглашении |